# Nicolae-Mirel Ion
Nicolae-Mirel Ion (n.  ?) este un deputat român, ales în 2024 din partea SOS. 